# آزادی معنوی
آزادی معنوی یا گفتارهای معنوی مجموعه‌ای از چند سخنرانی مرتضی مطهریاست. این کتاب نخست با نام گفتارهای معنوی به چاپ رسید و بعدها به نام آزادی معنوی تغییر نام داد. کتاب آزادی معنوی در حوزه آزادی و آزادی اجتماعی انسان و بشریت صحبت می‌کند.
بخشی از کتاب: هرگز امتی، ملتی، گروهی، جمعیتی به مقام قداست یعنی به مقامی که بشود آن ملت را تقدیس و تمجید کرد و مقام افتخار نخواهد رسید مگر این که در آن ملت کار به آنجا برسد که ضعیف در مقابل قوی بایستد و بدون آنکه تعتعه و لکنتی به زبانش بیفتد حق خودش را از قوی مطالبه کند. این جمله هم در نهج البلاغه و هم در اصول کافی است.

## چاپ و انتشار
کتاب آزادی معنوی مجموعه‌ای متشکل از پانزده سخنرانی مرتضی مطهری است که بیشتر آن‌ها در سال‌های ۱۳۴۷ تا ۱۳۵۰ در حسینیه ارشاد در تهران ایراد شده‌است. موضوع این سخنرانی‌ها مسائل معنوی مربوط به خودسازی و تزکیه نفس است که در بیشتر موارد، مطهری مفاهیم مورد نظر را با اشاره به مباحث انسان‌شناسی فلسفی توضیح می‌دهد.
این کتاب اولین‌بار با نام گفتارهای معنوی در سال ۱۳۶۵ به چاپ رسید و شامل سیزده سخنرانی در هشت فصل بود. سپس در چاپ نوزدهم با افزودن دو سخنرانی دیگر به فصل دوم، پانزده سخنرانی از مرتضی مطهری در این کتاب منتشر شد. عنوان کتاب پس از چندین نوبت چاپ توسط ناشر به "آزادی معنوی" تغییر یافت. این کتاب تا کنون بیش از ۸۰ بار در ایران تجدید چاپ شده‌است.

## فصل‌های کتاب
این کتاب دارای هشت فصل می‌باشد:
1. «آزادی معنوی»: شامل دو سخنرانی در سال ۱۳۴۸ در حسینیه ارشاد.[۱۵][۱۶]
2. «عبادت و دعا»: شامل ۴ سخنرانی، ۱۳۴۹، حسینیه ارشاد تهران.[۱۷]
3. «توبه»: ۲ سخنرانی، ۱۳۴۹، حسینیه ارشاد تهران.[۱۸]
4. «هجرت و جهاد»: ۳ سخنرانی، ۱۳۵۰، مسجد نارمک تهران.[۱۹]
5. «بزرگی و بزرگواری روح»: ۱ سخنرانی، ۱۳۴۹، حسینیه ارشاد.[۲۰]
6. «ایمان به غیب»: ۱ سخنرانی، ۱۳۴۷، در یک منزل شخصی واقع در تهران.[۲۱]
7. «معیار انسانیت چیست؟»: ۱ سخنرانی، تاریخ نامعلوم، یکی از دانشگاه‌های کشور.[۲۲]
8. «مکتب انسانیت»: ۱ سخنرانی، تاریخ نامعلوم، دانشکده فنی دانشگاه تهران.[۲۳]

## محتوا
به‌طور کلی محتویات کتاب حول تزکیه نفس و خودسازی و به زعم مرتضی مطهری، انسان شدن می‌باشد.

### دربارهٔ آزادی معنوی
در ابتدای کتاب، نویسنده در مورد دو نوع آزادی صحبت می‌کند: آزادی معنوی و آزادی اجتماعی. مطهری می‌گوید که آیا آزادی معنوی بدون آزادی اجتماعی امکان‌پذیر است، و بالعکس، آیا آزادی اجتماعی بدون آزادی معنوی امکان‌پذیر است؟ آزادی یکی از ضروریات تکامل است، یعنی یکی از نیازهای زندگی آزادی است. موجودات زنده برای رشد و تکامل به سه چیز نیاز دارند: ۱. آموزش ۲. امنیت ۳. آزادی. آزادی یعنی چه؟ یعنی راه او را سد نکنند، جلوی او مانع ایجاد نکنند. مانعی برای جلوگیری از رشد او وجود نداشته باشد. انسان‌های آزاده، انسانهایی هستند که با موانعی که در راه رشد و تکاملشان قرار دارد، مبارزه می‌کنند و مانعی را نمی‌پذیرند. آزادی اجتماعی یعنی چه؟ یعنی انسانها باید در جامعه از سایر افراد جامعه آزادی داشته باشند، دیگران نباید مانعی برای رشد و پیشرفت همدیگر باشند، نباید کسی را زندانی کرد، کسی نباید از کسی سوء استفاده کند، کسی را به بردگی بکشد، کسی یا گروهی نباید از تمام توانایی‌های ذهنی و جسمی مردم برای منافع خود استفاده کند. به این آزادی اجتماعی می‌گویند.
طبق متن قرآن، یکی از اهداف انبیا این بود که به انسان آزادی اجتماعی بدهند، یعنی مردم را از اسارت، بردگی و بندگی یکدیگر نجات دهند. آزادی اجتماعی بدون آزادی معنوی امکان‌پذیر و عملی نیست. و این درد جامعه بشری امروز است که امروزه می‌خواهد آزادی اجتماعی را تضمین کند اما به دنبال آزادی معنوی نیست. این گونه نمی‌توانند، بشر چنین قدرتی ندارد، زیرا آزادی معنوی جز با توصیه‌های انبیا، دین، ایمان و کتاب‌های مقدس تأمین نمی‌شود. بگذارید ببینیم آزادی معنوی یعنی چه؟ انسان موجودی مرکب با قدرت‌ها و غرایز گوناگون است. هزاران نیروی قدرتمند در انسان وجود دارد. انسان دارای شهوت، خشم، حرص، جاه طلبی و افراط است. برعکس، او دارای عقل است، دارای فطرت است، دارای وجدان اخلاقی است. انسان از نظر معنا، باطن و روح ممکن است انسان آزاده‌ای باشد یا از این نظر برده‌ای بیش باشد؛ یعنی ممکن است انسان برده طمع خود، اسیر شهوت خود، اسیر عصبانیت خود، اسیر افراط کاری خود باشد یا ممکن است از همه اینها مبری باشد.

### عبادت و دعا
در فصل دوم، «عبادت و دعا» ذکر شده‌است: عبادت، ویژگی بندگی خدا این است که هرچه انسان مسیر بندگی خدا را بیشتر طی کند، قدرت و توانایی الهی خود را نیز بیشتر می‌کند. اولین درجه ربوبیت و خداپرستی که از عبادت ناشی می‌شود این است که انسان ارباب و مالک روح خود می‌شود، بر نفس خود مسلط می‌شود. یکی از بدبختی‌های ما که کاملاً احساس می‌کنیم این است: ما بر نفس خود تسلط نداریم، روی خودمان کنترل نداریم. ما کنترل زبان خودمان را نداریم، تسلط بر شهوات خود نداریم، قدرت نگه داشتن شکم را نداریم، کنترل میل جنسی خود را در دست نداریم، کنترل چشم خود را نداریم، ما کنترل گوش خود را نداریم، ما اختیار دست خود را نداریم، اختیار پای خود را نداریم. و این نهایت بدبختی است. ما اختیار زبان خودمان را نداریم: وقتی در صحبت کردن گرم می‌شویم، چانه ما به اصطلاح گرم می‌شود، ما نمی‌فهمیم چه می‌گوییم. مجلس که گل انداخت، ما نه می‌توانیم راز خود را و نه می‌توانیم راز مردم را نگه داریم. ما نمی‌توانیم جلوی خود را بگیریم و از سرزنش مردم دست برداریم، نمی‌توانیم خود را از غیبت کردن بازداریم.
ما هیچ کنترلی بر گوش خود نداریم. گوش ما هرچه دوست دارد، مثلاً غیبت را دوست دارد، ما هم تسلیمش می‌شویم، لهو و لعب را می‌پسندد، ما هم تسلیمش می‌شویم… ما بر عصبانیت خود کنترلی نداریم. می‌گوییم (من خودم یکی از آن افراد هستم): آقا من عصبانی شدم، هرچه به دهانم آمد گفتم. عصبانی بودن یعنی چه؟! من عصبانی شدم، یعنی من شخصی هستم که صاحب روح خودم نیستم، همین که عصبانی شدم، اختیار من در دست اوست، من هر چه به دهانم می‌آید می‌گویم چون عصبانی هستم. دیگری صاحب شهوت خودش نیست. آیا انسان نباید اختیار روح خودش را داشته باشد؟
درجه بعدی ارتقای قدرت و توانایی الهی انسان به خاطر عبادت، تسلط بر خاطرات نفس است: بعد از اینکه مالک زبان، دست، چشم و… خود شدیم، یک درجه بالاتر می‌رویم، صاحب خاطرات ضمیر خود می‌شویم. ما کنترل خاطرات ذهنی و خاطرات نفسانی خود را نداریم. این چه مفهومی دارد؟ یعنی این پرش معانی که در ذهن ما رخ می‌دهد، تحت کنترل ما نیست. از این شاخه (فکر) به آن شاخه می‌رود، از آن شاخه به شاخه دیگری از فکر می‌رود، … تخیل ما مانند گنجشک است. گنجشک را روی درخت دیده‌اید، روی این شاخه می‌رود، بلافاصله روی شاخه دیگری می‌پرد و سپس روی شاخه دیگری. تخیل ما دائماً از این شاخه به آن شاخه می‌پرد. اگر به ما گفته شود لطفاً ده دقیقه ذهن خود را متمرکز کنید تا فقط به یک موضوع فکر کنید، اگر توانستیم؟! نماز بدون حضور قلب پذیرفته نمی‌شود، یعنی شما را به جایی نمی‌رساند، هیچ خاصیتی برای شما ندارد.
آیا از این بالاتر هم هست؟ بله، عبادت و بندگی خالص برای خداوند می‌تواند انسان را تا بی‌نهایت ارتقا دهد: شما حتی می‌توانید روی بدن خود تأثیر بگذارید و معجزه کنید… نتیجه بندگی سلطه است که اصل آن نتیجه بندگی است. آیا از این بالاتر هم هست؟ بله، اما آن دیگر برای درک و فهم ما بسیار زیاد است، بسیاری از مردم نمی‌توانند باور کنند که یک انسان به دلیل عبادت و بندگی خدا، به دلیل مُردن در برابر خواسته‌های نفس‌اش، می‌تواند جهان را فتح کند، مثلاً می‌تواند یک بیماری را از راه دور از نظر ذهنی معالجه کند، یک فرد نابینا مادرزادی را درمان کند و….

### توبه‎
در فصل سوم «توبه» آمده‌است: بحث دربارهٔ مراحل مفصل سلوک سالکان فایده‌ای ندارد. اگر واقعاً می‌خواهیم حرکت کنیم، باید ببینیم اولین اقدام برای قرب به خدا کدام است، در چه مرحله‌ای است و عبادت خود را باید از کجا آغاز کنیم. اولین اقدام برای نزدیکی به خدا «توبه» است. توبه یک حالت روحی و انقلابی معنوی در انسان است. توبه برای انسان به معنای تغییر مسیر است. قیام و انقلاب در درون یک شخص، قیام علیه خودش چگونه است؟ آیا شخص می‌تواند علیه خودش قیام کند؟ بله می‌تواند. این بدان دلیل است که انسان تنها دارای یک بُعد شخصیتی نیست، برخلاف آنچه او فکر می‌کند، انسان دارای شخصیتی مرکب است؛ یعنی ما که اینجا نشسته‌ایم، یک بدن حیوانی اینجا نشسته‌است، یک گیاه اینجا نشسته‌است، یک حیوان غریزه دار اینجا نشسته‌است، یک هیولا اینجا نشسته‌است، یک شیطان اینجا نشسته‌است. او اینجا نشسته و همزمان فرشته‌ای نیز در اینجا نشسته‌است؛ یعنی انسان از نظر شاعران نوعی معجون است که همه خصوصیات در آن جمع شده‌است. گاهی اوقات شخصیت وابسته به قدرت شهوانی -که به عنوان خوک شناخته می‌شود- این خوک که در انسان است، وجود را تصرف می‌کند و جای خود را به هیولا و شیطان و فرشته نمی‌دهد. گاهی اوقات، شخصیتی در برابر دیگری قیام می‌کند، کل اوضاع به هم می‌خورد و دولت جدیدی بر وجود انسان حاکم می‌شود. انسان گناهکار انسانی است که بُعد حیوانی شهوت وجودش بر او مسلط شده، یا بُعد شیطانی وجودش بر او مسلط شده، یا بُعد هیولا صفت وجودش بر او مسلط باشد. یک فرشته، یک قدرت بزرگ نیز در او گرفتار شده‌است. توبه به معنای آن است که طی یک انقلاب و قیام داخلی، نیروهای عالی وجود بشری علیه نیروهای شرور وجود او -که امور کشور داخلی او را به دست گرفته‌اند- یکباره شورش کرده و کنترل اوضاع را به دست بگیرند.
همه نیروهایی که در انسان وجود دارند بر اساس حکمت و بر مبنای مصلحت‌اندیشی آفریدگار ایجاد شده‌اند. اگر غرایز شهوانی داریم، بی‌فایده نیست. ما باید این غرایز نفسانی را در حد نیاز طبیعی اشباع کنیم. آنها محدودیت‌هایی دارند، ولی حق‌هایی هم دارند، لذت مشروعی هم دارند، ما باید به اندازه از آنها لذت ببریم. مثل این است که در خانه خود اسب یا سگ داشته باشید. اگر این اسب را برای سوار شدن یا این سگ را برای نگهبانی می‌خواهید، این اسب یا سگ به غذا احتیاج دارد، باید به او غذا بدهید. افرادی کج فهم هستند که به خود یا فرزند خود فشار می‌آورند. کودک نیاز به بازی دارد و این نیاز به بازی یکی از حکمت‌های خداوند است. مقداری انرژی در کودک ذخیره شده‌است که وی فقط از طریق بازی می‌تواند آن را پراکنده کند. کودک غریزه بازی دارد.
اگر غرایز انسان را سرکوب کنید، غرایز را زندانی کنید، آن بخش از وجود را عصبانی و ناراحت می‌کنید. اگر حق آنها را ندهید، سهم آنها را ندهید، آنها به دنبال فرصتی می‌گردند. این نیروهای ذخیره شده و سرکوب شده به یک باره زنجیرها را می‌گُسلند و کل ساختمان وجودی را که به اشتباه ساخته شده‌است ویران می‌کنند. توبه دقیقاً برعکس این است. شخصی که گناه می‌کند و غرق در هوس و عیاشی است، وقتی بُعد فرشته‌وار شخصیت او خیلی تحت فشار قرار گیرد، به یک باره قیام می‌کند و فاجعه‌ای رخ می‌دهد.
شما باید روح خود را با عبادت تغذیه کنید، یعنی باید این حق و لذت را به او بدهید. شما موجودی آسمانی هستید دارای صفات عالی، باید به آن دنیا پرواز کنید. وقتی این فرشته را زندانی می‌کنید، آیا می‌دانید که بسیاری از عوارض و ناراحتی‌ها به همین خاطر است؟ یک روز می‌بینید که یک جوان ثروتمند، جوانی دارای تمام امکانات، به بهانه‌ای کوچک دست به خودکشی می‌زند. همه می‌گویند ما نمی‌دانیم چرا او خودکشی کرده‌است. ای آقا! این موضوع خیلی کوچکی بود! چرا خودکشی کرد؟! آنها نمی‌دانند که نیروهای مقدسی که در او زندانی شده بودند، آن نیروهای مقدس از این زندگی رنج می‌برده‌اند، آنها تاب نیاورده‌اند، در نتیجه، این گونه قیام کرده‌اند. گاهی می‌بینید که یک کسی همه چیز دارد اما ناراحت و رنجور است. در باغ زندگی می‌کند، تمام امکانات زندگی را دارد، اما غمگین است، خوشحال نیست و از زندگی ناراضی است؛ زیرا لذتهایی وجود دارد که باید از درون به او برسد، نه از بیرون، و آن لذتهای معنوی است.
| راه لذت از درون دان نه از برون       |  | ابلهی دان جستن قصر و حصون |
| — مولوی: مثنوی معنوی: دفتر ششم: ۳۴۲۰ |  |                           |

### هجرت و جهاد
مطهری در فصل چهارم «هجرت و جهاد» ذکر کرده‌است: هجرت یعنی دور شدن، رفتن از وطن، پشت سر گذاشتن همه چیز، برای چه؟ برای نجات ایمان. «جبر محیطی» بهانه‌ای برای بسیاری از مردم شده‌است. از شخصی سؤال می‌شود: آقا یا خانم چرا این مدلی هستی؟ می‌گوید: «محیط این گونه است، محیط این را می‌طلبد». ما در درجه اول وظیفه داریم محیط خود را برای یک زندگی اسلامی مساعد سازیم، اما اگر محیطی که در آن هستیم به گونه‌ای باشد که نتوانیم آن را به یک محیط اسلامی و فضای خود را به یک فضای اسلامی تبدیل کنیم و احساس می‌کنیم در این فضا، ایمان ما، ایمان همسر ما، ایمان فرزندان ما، و ایمان نسل آینده نابود خواهد شد، اسلام می‌گوید آن محیط را ترک کنید. همچنین، هجرت به معنی مهاجرت از گناهان نیز تعبیر می‌شود.
دربارهٔ جهاد اسلامی فقط شمشیر برداشتن و جنگیدن با دشمن اسلام نیست. مجاهد کسی است که با نفس خود مبارزه کند. مبارز ککسی است که بتواند با منی خود، با خواسته‌های نفس خود بجنگد. مجاهد کسی است که در مبارزه درونی که همیشه در همه انسان‌ها وجود دارد (بین منی و عقل) خسته نشود. علی بن ابی‌طالب می‌گوید: شجاع‌ترین افراد کسانی هستند که برخواسته‌های نفسانی غلبه می‌کنند. شجاع‌ترین افراد کسانی هستند که تن به خواسته‌های ضمیر خود ندهند. این به معنای شجاعت اصیل است. پیامبر اسلام می‌گوید: از همه شما قوی‌تر کسی است که بتواند خود را نگه دارد هنگامی که تمایل شدیدی به گناه دارد. قوی‌ترین شما کسی است که نفس او را مجبور به گناه نکند. مجاهد کسی است که با نفس خود مبارزه کند. شجاع کسی است که بتواند از خود مراقبت کند.

### بزرگی و بزرگواری روح
در فصل پنجم، تحت عنوان «بزرگی و بزرگواری روح» ذکر شده‌است: اگر کسی روح بزرگی داشته باشد، به ناچار بدن او در رنج خواهد افتاد. قطعاً تلاش زیاد نشانه روح بزرگ است و تلاش اندک نشانه روح کوچک. تفاوت بین بزرگی و بزرگواری چیست؟ فرض کنید شخصی دانشمند بزرگی است و فضیلت دیگری به جز علم ندارد، یعنی شخصی که فقط می‌خواهد کشف جدیدی انجام دهد، تحقیقات جدیدی انجام دهد. این یک فکر بزرگ است، یعنی یک اراده بزرگ و یک تلاش بزرگ در راه علم. دیگری بزرگی است که همیشه به دنبال ثروت است و هدفش ثروت است، این یک شهوت بزرگ است، این یک حرص و آز بزرگ است. دیگری یک رقیب بزرگ است، دیگری یک حسادت بزرگ است، دیگری یک جاه طلبی بزرگ است. اینها همه خودخواهی‌های بزرگی است. هیچ‌یک از اینها را نمی‌توان بزرگواری دانست. رفیع است، اما بزرگواری نیست. این نکته از نظر روانشناختی و فلسفی بسیار قابل توجه است که انسان نوعی احساس بزرگواری در وجدان، روح و روان خود دارد و طبق قرآن در ذات او، غیر از چنین بزرگی‌هایی که ذکر شد -که خودخواهی‌های بزرگ هستند- بزرگواری دیگری دارد که از این نوع‌ها نیست. باید به آن گفت انسانیت بزرگ. بعضی اوقات انسان در روح خود احساس عزت می‌کند، یعنی به شکلی بزرگواری را در خود احساس می‌کند. این یک انسان بزرگ است، یک انسان خودخواه بزرگ نیست. از خودخواهی بالاتر است. چطور بعضی‌ها به خاطر بزرگ بودن، بزرگواری را زیر پا می‌گذارند؟ این گونه اشخاص می‌خواهند بزرگ باشند، اما در اصل می‌خواهند بزرگتر از فلان شخص باشند. کسی مقداری ثروت دارد، می‌گوید من باید بیشتر از فلانی داشته باشم، فلانی فقط باید به حکم من باشد، من باید دستور بدهم و او باید اطاعت کند، من باید فرمانده باشم و او باید زیر دست باشد. اما بزرگواری و اشراف موضوع دیگری است: در مقابل بدی، انسان برای روح و روان خود احساس بزرگی کند. به عنوان مثال، روحیه یک انسان اساساً از دروغ کراهت دارد، او اساساً دروغ را یک حقارت می‌داند، او در روح خود نسبت به عمل پستی چون دروغ احساس برتری می‌کند. این عظمت انسان در برابر ضعف است. این عظمت، که ما آن را «بزرگواری» می‌نامیم، در مقابل انکار و پست بودن است. انسان در روح خود عظمت و بزرگواری‌ای را احساس می‌کند، یعنی در خود افتخاری را درک می‌کند که بر اثر آن از پستی جلوگیری می‌کند.
روح خود را گرامی بدار، آن را گرامی بدار، از هر کار فرومایه برتر باش. در مقابل هر قدم فرومایه‌ای فکر کن روح من بالاتر از آلوده شدن به این است. دقیقاً مانند شخصی که یک نقاشی با ارزش دارد، اگر یک لکه سیاه روی آن مشاهده کند، گرد و خاک ببیند، بلافاصله دستمال را برداشته و آن را تمیز می‌کند. اگر به او بگویید که چرا این کار را می‌کنی، می‌گوید حیف نیست که روی چنین نقاشی‌ای لکه‌ای سیاه باشد؟! او احساس می‌کند این نقاشی به قدری زیبا و شگفت‌انگیز است که حیف است یک لکه سیاه روی آن باشد. علی بن ابی‌طالب نیز به این مطلب اشاره کرده‌است، این زیبایی را در روح خود احساس کنید، عظمت را احساس کنید، مانند شخصیتی عمل کنید که فارغ از هر اعتقادی، بدون توجه به هر خیالی، بدون توجه به هرگونه نیاز مادی‌ای، اساساً خود را بزرگتر از تسلیم در برابر ضعف می‌داند. دروغ پیش می‌آید؟ دروغ ناپسند است، پست است. شما زیبا هستید، عالی هستید، بزرگواری دارید، کامل هستید، خود را برتر از تحقیر با دروغ بدانید.
از مردم چیزی نخواهید. درخواست از مردم عملی پَست است؛ شما عالی، باشکوه و زیبا هستید. شما انسان هستید؛ مقام انسانیت بالاتر از این است که به خاطر نیازهایتان به دیگران التماس کنید. علی می‌گوید: با کمی بساز و از دیگری نخواه. او همچنین گفته‌است: انسان شریف و غیور هرگز زنا نمی‌کند؛ این ربطی به حرام بودن زنا ندارد. وی می‌گوید یک فرد شریف، یک غیور، شخصی که احساس بزرگواری می‌کند، در روح خود احساس عزت می‌کند، هرگز مرتکب زنا نمی‌شود. کسی که طَمَع به دیگران را شعار خود قرار داده، خود را ناچیز و حقیر می‌کند، خود را فرومایه کرده‌است؛ یعنی شخصی که احساس بزرگواری کند، غیرممکن است که به دیگران و دارایی آنها چشم داشته باشد. علاوه بر این، کسی که رنج خود را به دیگران می‌گوید باید بداند که تسلیم حقارت شده‌است. یک فرد شریف، شخصی که انسانیت و عزت را احساس می‌کند، حتی حاضر نیست رنج خود را با دیگران به اشتراک بگذارد. او رنجش را تحمل می‌کند و آن را به دیگران ابراز نمی‌کند. جعفر صادق می‌گوید: از هر بدبختی و سختی‌ای که در آن هستی به مردم نگو زیرا که خوار می‌شوی.

### ایمان به غیب‎
مطهری در فصل شش، تحت عنوان «ایمان به غیب» ذکر کرده‌است: در قرآن، سوره بقره می‌خوانیم: کسانی که به غیب ایمان دارند، کسانی که به حقایق پنهان ایمان دارند. غیب این است که انسان اعتراف می‌کند که در جهان هستی حقایق و واقعیت‌هایی وجود دارد که من نمی‌توانم با پوسته بدن خودم، یعنی با حواس خودم درک کنم، حتی اگر الان اینجا حاضر باشند؛ چشم‌ها، گوش‌ها، چشایی، لامسه و بویایی‌ام نمی‌توانند آنها را درک کنند؛ یعنی من خودم را با این واقعیت می‌سنجم که این حس‌هایی که دارم ابزارهایی بسیار محدود هستند که به من داده شده تا با دنیای خارج ارتباط برقرار کنم. بزرگترین اشتباهی که انسان در زندگی خود مرتکب می‌شود و شکلی علمی به آن می‌دهد این است که فکر می‌کند حواس داده شده به او در این دنیا و این جهان، برای حس کردن همه چیز است و همه چیز را در این جهان با آنها می‌تواند کشف کند. به طوری که اگر او چیزی را با حواس خود نفهمد، آن را انکار می‌کند و می‌گوید آن چیز وجود ندارد، زیرا اگر بود، من آن را با دست خود لمس می‌کردم، آن را با چشم خود می‌دیدم، من آن را با گوش خودم می‌شنیدم یا با ذایقه خودم آن را می‌چشیدم.
قرآن هر آنچه را که باید به آن ایمان آورد با کلمه «غیب» بیان کرده‌است؛ اعتقاد به این که واقعیت‌هایی وجود دارد که فراتر از حد تصور ما است. من نمی‌گویم هر ادعایی را که در مورد غیب است باید باور کرد اما نباید غیب را انکار کرد. واقعیت‌های پنهان را نباید انکار کرد. چگونه انسان می‌تواند به غیب ایمان بیاورد؟ هزاران نشانه در جهان وجود دارد که حداقل مانع انکار غیب می‌شود، یعنی انسان را از مرحله انکار به مرحله شک وارد می‌کند. در دین، مسئله اصلی رابطه‌ای است که بین انسان و خدا، بین ما و جهان غیب برقرار می‌شود. دین از یک سو ما را وادار به عمل و تلاش می‌کند و به تعبیر علی وادار به خدمت می‌کند و از طرف دیگر می‌گوید ارتباطات معنوی بین غیب و اینجا وجود دارد؛ شما دعا کنید، بخواهید، تقاضای کمک کنید، به روش مخفیانه‌ای که نمی‌دانید، به هدف و نتیجه می‌رسید. دین می‌گوید صدقه بدهید، خدا بلایا را به روشی مخفی از شما دور می‌کند که شما نمی‌دانید. نماز بخوانید (که البته شرایطی دارد؛ اگر نماز با آن شرایط انجام شود) به صورت مخفی جواب را خواهید گرفت. تصمیم بگیرید، از خدا در چیزها الهام بخواهید، آن وقت خواهید دید که در یک زمان خاص، سر بزنگاه، خدا به دل شما می‌اندازد، از غیب به شما کمک خواهد کرد.

### معیار انسانیت
در فصل هفتم، «معیار انسانیت چیست؟» ذکر شده‌است: ما می‌خواهیم بدانیم معیار و استاندارد انسانیت چیست؟ اگر بخواهیم از نظر زیست‌شناسی معیار انسانیت را بسنجیم، این یک کار ساده و آسان است. در زیست‌شناسی، فقط بدن انسان مطرح است. در آنجا بحث می‌کنند که انسان در میان طبقات مختلف حیوانات در چه گروهی است. یا از نظر پزشکی و حتی از نظر روانشناسی. از دید زیست‌شناسی، از دیدگاه پزشک و حتی از نظر روانشناسی که در مورد متعلقات جسمی یا روحی انسان بحث می‌کند، هیچ تفاوتی بین دو نفر نیست، یعنی در این دیدگاه‌ها هیچ تفاوتی بین حسین بن علی و یزید وجود ندارد. هر دو از نظر زیست شناختی و پزشکی و حتی از نظر روانشناختی، دارای یک سیستم انسانی هستند. در علوم انسانی می‌بینیم که در مورد انسان کامل و انسان ناقص صحبت می‌شود، در مورد انسان پست و انسان مترقی و متعالی صحبت می‌شود. آنچه که یکی را به منحطی قابل مذمت و حتی مستحق مرگ و دیگری را به انسانی تحسین‌برانگیز تبدیل می‌کند، چیست؟ به عنوان مثال، قرآن انسانها را برتر و بالاتر از فرشتگان می‌داند. اما جایی نیز در مورد انسان می‌گوید که حیوان به او برتری دارد.
نظریه‌های مختلفی را در مورد معیار انسانیت بررسی می‌کنیم؛
علم: هرچه انسان علم و دانش بیشتری داشته باشد، انسانیت بیشتری نیز دارد؟ و هر چقدر فاقد علم و دانش باشد، فاقد انسانیت است؟ بنابراین یک دانش آموز کلاس اولی از انسان دیگری که هنوز به مدرسه نرفته‌است انسان‌تر است. یک دانش آموز کلاس دومی از یک کلاس اولی انسان‌تر است؟ دانش البته برای انسانیت شرط است. آگاهی و دانا بودن نسبت به جهان، خود و جامعه را نمی‌توان انکار کرد، اما مطمئناً کافی نیست.
خلق و خوی: انسان ممکن است دانا باشد و از همه چیز آگاه باشد، اما خلق و خوی او یک خلق و خوی انسانی نباشد. خلق و خویی که معیار انسانیت می‌تواند باشد هم نوع دوستی و محبت است، مادر همه خوبی‌ها محبت است؛ یعنی آنچه را برای خود می‌خواهید برای دیگری هم بخواهید و برای دیگری نخواهید، آنچه را که برای خود نمی‌خواهید. این منطق، منطق محبت است.
اراده: مکتب دیگری می‌گوید ملاک انسانیت «اراده» است. به عبارت دیگر، ملاک انسانیت سلطه انسان بر خود، بر روح، بر اعصاب، بر غرایز و بر شهوات خود است، به طوری که هر آنچه از انسان صادر می‌شود مطابق عقل و اراده او باشد نه مطابق میل او. اراده بیشتر جنبه درونی دارد، نقطه مقابل میل است، انسان را از کشش تمایلات آزاد می‌کند، یعنی کنترل خواسته‌ها را به انسان می‌دهد. او از روی اراده خود کار می‌کند، نه از روی میل. تابعی از تصمیم و اندیشه بودن با عملکردی از روی میل داشتن متفاوت است. اراده نوعی تسلط بر خواهش‌های نفس است. اگر توجه کرده باشید، علمای اخلاق، بیشتر به مسئله اراده، اراده حاکم برخواسته‌های انسانی تأکید دارند. محمد می‌گوید: قویترین و قدرتمندترین فرد کسی است که وقتی عصبانی می‌شود، خشم بر او غلبه نیابد، بلکه او بر خشم خود غالب شده و با خشم خود در مسیری که مورد پسند خدا نیست، همراه نشود، و هنگامی که از چیزی خوشش بیاید، این لذت او را از رضایت خدا دور نکند، و او بتواند میل خود، خواسته خود را کنترل کند.
| وقت خشم و وقت شهوت مرد کو             |  | طالب مردی چنینم کو به کو |
| — مولوی: مثنوی معنوی: دفتر پنجم: ۲۸۹۳ |  |                          |

آزادی: مکتب‌های جدید در مبحث معیار انسانیت، بیشتر آزادی را ملاک قرار می‌دهند؛ یعنی هر چه انسان بیشتر بتواند آزادانه زندگی کند، به همان اندازه انسان است. این هم درست است و هم غلط؛ یعنی، این به عنوان بخشی از معیار انسانیت درست است، اما به عنوان کل معیار انسانیت قابل قبول نیست. از نظر اسلام، همانگونه که محبت انسان‌ها نسبت به یکدیگر تشویق و تقدیس شده و به آن دعوت می‌شود، و همانگونه که تسلط انسان بر امیال خود ستایش شده و به آن دعوت می‌شود، آزادی نیز چنین است. علی می‌گوید: هرگز خود را برده دیگری نساز که خدا تو را آزاد آفریده‌است.
مسئولیت و وظیفه: در این دیدگاه گفته می‌شود که انسان کسی است که احساس تکلیف کند، نسبت به انسانهای دیگر احساس مسئولیت کند (این غیر از محبت است، اشتباه نکنید)، نسبت به جامعه خود احساس مسئولیت داشته باشد.
زیبایی: افلاطون اخلاق را بر اساس زیبایی توصیف می‌کند و می‌گوید انسانیت چیزی است که زیباست. وی می‌گوید اگر شخصی بخواهد انسانی باشد و به صفات انسانی برسد، باید احساس زیبایی را در خود تقویت کند. ریشه انسانیت زیبایی است. البته او توجه می‌کند که زیبایی انسانیت، نوعی زیبایی معنوی است.

### مکتب انسانیت
در فصل هشتم، مطهری در مورد «مکتب انسانیت» چنین می‌گوید: انسان، که تنها کاوشگر و محقق جهان است که می‌شناسیم، همیشه یکی از موضوعات بحث و تحقیق خودش بوده‌است. معنای کلمه «انسانیت» همیشه با نوعی قداست و تعالی همراه بوده‌است، زیرا خواص فوق حیوانی انسان مانند دانش، عدالت، آزادی و وجدان اخلاقی به عنوان موضوعات مقدسی شناخته می‌شوند. در دو یا سه قرن اخیر، انسان از این موقعیت عالی که قبلاً برای خود تصدی کرده بود سقوط کرده‌است، یک سقوط بسیار خرد کننده. انسان که خود را یک نژاد تقریباً آسمانی می‌دانست و معتقد بود که روح خدا در او دمیده شده‌است، تحقیقات بیولوژیکی در مورد تکامل گونه‌ها، نسب و نژاد انسان را با حیواناتی چون میمون پیوند داده‌است؛
انسان یک تفاوت اساسی با حیوان دارد، انسان از هر حیوان دیگری بالقوه‌تر است. این چه مفهومی دارد؟ به عنوان مثال، اسب یک اسب است و در واقع هر آنچه که برای اسب بودن لازم است را دارد. مقدار کمی از اسب باقی نمانده‌است که باید از طریق تمرین به دست آورد. یک اسب، یک اسب واقعی و صد در صد بالفعل متولد می‌شود. اما این انسان است که به عنوان موجودی صد در صد بالقوه متولد می‌شود؛ یعنی وقتی او به دنیا می‌آید، اصلاً مشخص نیست که در آینده برای او چه اتفاقی خواهد افتاد. واقعیت او در آینده ممکن است واقعیت یک گرگ باشد، ممکن است واقعیت یک گوسفند باشد، در حالی که فرم شکل او یک انسان است. همچنین ممکن است واقعیت او یک انسان باشد.
از جمله سوالاتی که در مورد انسان پرسیده می‌شود، مسئله آزادی و اختیار انسان و مسئولیت و رسالت انسان است. آیا واقعاً انسان موجودی آزاد و مستقل است؟ آیا او مسئول است؟ آیا او مأموریتی دارد که باید به انجام برساند؟ قرآن انسان را با بالاترین اوصاف وصف کرده‌است: خلیفه خدا. قرآن همچنین انسان را با این مقام وصف کرده‌است: آموختن همه «نام‌ها» (نام یک چیز به معنای کلید شناخت آن چیز است). ما کلید دانستن همه چیز را به او آموختیم. سپس ما فرشتگان جهان بالا را آوردیم تا با انسان رقابت کنند. انسان بر فرشتگان پیروز شد. سپس به آنها گفتیم: ای فرشتگان! مگر من نگفتم چیزی را می‌دانم که شما نمی‌دانید؟! شما روی دیگر سکه را دیده‌اید. این موجود به دلیل داشتن شهوت و غضب، خون‌ها می‌ریزد، قتل‌ها می‌کند و خرابکاری‌ها به بار می‌آورد. ولی از سوی دیگر انسان مظهر فعالیت و خلاقیت خداوند است.
بسیاری از افراد به دنبال مرکز لذت در خارج از خود هستند و دائماً به دنبال لذت بردن و راهی برای کام گرفتن از زندگی هستند، کسانی که خود را به عنوان یک انسان نمی‌شناسند؛ یعنی آنها خود را مرکز اصلی لذت و سعادت نمی‌دانند، که از درون خود انسان ناشی می‌شود. او کجا دنبال لذت می‌گردد؟ در جام مِی، در کاباره.
| ای همه دریا چه خواهی کرد نَم           |  | وی همه هستی چه می‌جویی عدم |
| — مولوی: مثنوی معنوی: دفتر پنجم: ۳۵۷۱ |  |                           |

البته درست نیست که انسان چیزهای خارجی را به کلی کنار بگذارد و مانند مکاتب افراطی هندی از دنیا کناره بگیرد و بگوید که اساساً همه لذت‌ها را باید از درون جستجو کرد. این به معنای کنار گذاشتن زندگی نیست. منظور این است که اگر انسان لذت می‌خواهد، نباید فکر کند که می‌تواند همه لذت‌ها را در چیزهای مادی خارج از خودش پیدا کند. مرکز اصلی لذت در خود اوست، یا حداقل باید تعادلی بین بیرون و درون وجود داشته باشد.

## نظرها پیرامون کتاب
سید علی خامنه‌ای در ۲۴ مرداد ۱۳۹۰ در دیدار با جمعی از شاعران، پس از اشاره به سودمندی مطالعه قرآن، نهج البلاغه و صحیفه سجادیه، مطالعه کتاب آزادی معنوی را توصیه کرد.

## ترجمه به زبان‌های دیگر
این کتاب هم به انگلیسی و هم به عربی ترجمه شده‌است.